# The Pursuit
The Pursuit – piąty studyjny album Jamiego Culluma. W Europie został wydany w listopadzie 2009 roku, w Stanach Zjednoczonych i Kanadzie pojawił się na początku marca 2010. Tytuł płyty został zaczerpnięty z powieści Nancy Mitford The Pursuit of Love, pomysł ten poddała artyście narzeczona. Pierwszym singlem promującym album, który wyprodukowali Greg Wells i Martin Terefe, była piosenka "I'm All Over It". Na drugi singiel wybrany został utwór "Don't Stop the Music", na trzeci - "Wheels".

## Lista utworów
1. "Just One of Those Things"
2. "I'm All Over It"
3. "Wheels"
4. "If I Ruled the World"
5. "You and Me Are Gone"
6. "Don't Stop the Music" (cover piosenki Rihanny)
7. "Love Ain't Gonna Let You Down"
8. "Mixtape"
9. "I Think I Love"
10. "We Run Things"
11. "Not While I'm Around"
12. "Music Is Through"

Wersja płyty przeznaczona na rynek amerykański i kanadyjski zawiera dodatkowo utwory "I Love This" i filmowe "Gran Torino".